# На кінчику язика
Феномен на кінчику язика (деколи також називається presque vu) — це нездатність отримати слово з пам'яті, поєднана з частковим пригадуванням та відчуттям, що слово ось-ось вдасться пригадати, коли воно «крутиться на язику». Назва феномену походить від вислову «на кінчику язика» Феномен «на кінчику язика» вказує на те, що лексичне розкриття відбувається по стадіях.
Люди, які відчувають феномен на кінчику язика часто пригадують одну або декілька рис цільового слова, наприклад першу літеру, наголос на певному складі, та слова, схожі за змістом та/або вимовою. Люди повідомляють про відчуття захоплення цим станом, відчуття невеликої паніки при пошуку його слова та відчуття полегшення, коли слово знайдено. І хоча багато аспектів стану «на кінчику язика» залишаються неясними, існує два основних конкуруючих пояснення його появи, погляд прямого доступу та погляд висновків. Погляд прямого доступу постулює, що цей стан спостерігається, коли сили пам'яті недостатньо для пригадування поняття, але достатньо для початку його стану. Погляд висновків, натомість, стверджує, що феномен на кінчику язика не базується виключно на недоступних, але активованих цілях; радше він виникає, коли людина намагається розшифрувати різні підказки щодо слова. Емоційно-спровоковане пригадування (напр., де було вбито відому людину?) часто спричиняє більшу кількість таких станів, ніж емоційно-нейтральне пригадування (напр, назва столиці країни). Емоційні стани «на кінчику язика» також мають більшу тривалість, ніж не-емоційні. Причина цього невідома, але можливі пояснення включають використання різних стратегій пригадування для емоційних та неемоційних пригадувань, плинність під час пригадування та силу пам'яті.
Стани «на кінчику язика» слід відрізняти від станів «відчуття знання». На відміну від першого, відчуття знання — це відчуття, що людина зможе з переліку понять виділити те поняття, яке зараз вона не може пригадати. На цей час, серед науковців ще існують протилежні думки щодо окремості процесів, які є підґрунтям цих двох концепцій. Зокрема, існують певні докази, що стани «на кінчику язика» та «відчуття знання» використовують різні відділи мозку. «На кінчику язика» асоціюються з передньою частиною поясної звивини, правою дорсолатеральною префронтальною корою і правою нижньою частиною кори, а «відчуття знання» — ні.
Відчуття стану «на кінчику язика» час від часу є нормальним для всіх вікових груп, однак з віком, випадки частішають. Цей стан кваліфікується як патологічний лише в тому випадку, коли він стає достатньо частим, щоб заважати навчанню чи щоденному життю. Така патологія називається аномічна афазія, коли вона виникає внаслідок пошкодження мозку, як правило при травмі голови, інсульті або деменції.
Феномен «на кінчику язика» має застосування у дослідженнях в галузі психолінгвістики, пам'яті, та метапізнання.

## Історія

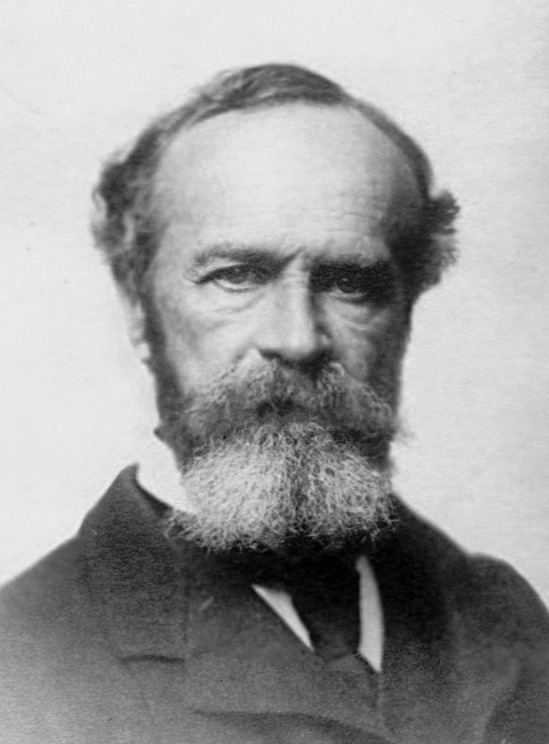
Вільям Джеймс був першим психологом, який описав феномен «на кінчику язика», хоча він його так не називав

Термін «на кінчику язика» запозичений з повсякденного вжитку. Феномен «на кінчику язика» був вперше описаний як психологічний феномен у роботі Вільяма Джеймса Принципи психології (1890), хоча він його так не називав.
Зігмунд Фрейд також вивчав несвідомі психологічні фактори, такі як несвідомі думки та імпульси, які можуть спричинити забуття відомих слів.
Перше емпіричне дослідження цього феномену було здійснено гарвардськими дослідниками психологами Роджером Брауном та Девідом МакНейлом та опубліковано в 1966 році в Журналі вербального навчання та вербальної поведінки. Браун та МакНейл хотіли визначити, чи засноване відчуття скорого пригадування, які існує у стані «на кінчику язика», на дійсній здатності до пригадування або є просто ілюзією.
У своєму дослідженні, ці науковці зачитували учасника експерименту визначення рідковживаних слів та просили їх назвати об'єкт, визначення якого було прочитано, після чого експериментатор зачитував цільове слово. Учасників проінструктували повідомляти про те, чи відчували вони стан «на кінчику язика». Браун та МакНейл визначили три типи наявності стану «на кінчику язика»:
1. учасник упізнав слово, яке зачитав експериментатор, як слово, яке він згадував,
2. учасник правильно пригадав слово до того, як воно було зачитано експериментатором, та
3. учасник пригадав слово, яке він шукав, до того, які цільове слово було зачитане експериментатором, але пригадане слово не біло цільовим.[3]

Якщо учасник відмічав у себе наявність стану «на кінчику язика», його просили надати будь-яку інформацію про цільове слово, яку вони могли пригадати. Браун та МаНейл з'ясували, що учасники могли ідентифікувати першу літеру слова, кількість букв у ньому, схожі за звучанням слова, схожі за змістом слова, структуру букв та місце розташування окремих букв у слові краще, ніж якби це був випадковий збіг. Їх дослідження продемонстрували дійсність «відчуття знання» у стані «на кінчику язика», а також заклали підґрунтя для наступних досліджень феномену «на кінчику язика».

## Універсальність
Обидві статі відчувають стан «на кінчику язика». Цей стан спостерігається у молоді, людей середнього віку та старшого віку. Досліджень щодо наявності цього феномену у дітей не проводилось. Його відчувають одномовні, двомовні та багатомовні люди, однак з різною частотою (див. Вплив двомовності).
Багато мов мають вирази, еквівалентні за змістом до «на кінчику язика», що свідчить про поширеність цього феномену у різних культурах. Дослідження Б. Л. Шварца (1999) 51 мови показало, що у 45 мовах з цих 51 є ідіома, яка стосується феномену «на кінчику язика» та використовує язик, рот або горло як метафору. Прямий переклад цих ідіом: «на язику», «на кінчику/точці/голові язика», «згори язика», «попереду язика», «блискотить на кінці язика», та «у роті та горлі». Серед досліджених мов, мови, що не мали ідіоми, еквівалентної до «на кінчику язика» були американська жестова мова, амхарська мова, ісландська мова, індонезійська мова, календжин та суахілі. Однак, ті, хто використовують жестову мову, повідомляли про стан «на кінчику пальців».

## Причини
Причини феномену «на кінчику язика» в цілому ще невідомі, однак були запропоновані численні пояснення. Ці пояснення переважно попадають у одну з двох узагальнюючих точок зору: погляд прямого доступу або погляд висновків.

### Погляд прямого доступу
Погляд прямого доступу на феномен «на кінчику язика» стверджує, що цей феномен виникає, коли сила пам'яті для певного поняття не достатня для його пригадування, але достатня для активації такого стану. Тобто, той, хто пригадує, має прямий доступ у пам'яті до цільового слова, але не може його негайно пригадати. Теорії щодо причин феномену «на кінчику язика» в рамках погляду прямого доступу включають гіпотезу блокування, гіпотезу неповної активації, та модель недостатності передачі.

#### Гіпотеза блокування
Гіпотеза блокування стверджує, що підказки для пригадування спричиняють пригадування слова, пов'язаного з цільовим, яке по-тому блокує пригадування правильного слова і спричиняє феномен «на кінчику язика». Іншими словами, феномен виникає, коли на думку швидко спадають ймовірні, але невірні відповіді на запит. Людина впізнає, що пов'язані слова є неправильними, але не може пригадати правильне слово, бо воно пригнічене. Ці пов'язані слова називаються «блокаторами», бо вони блокують здатність пригадати правильне слово. Це пояснює, чому «на кінчику язика» передбачає поведінку пам'яті: після того, які пригнічення правильного слова знято або блокатори забуті, людина пригадає правильне слово і стан закінчиться. Однак докази цієї гіпотези мінімальні, оскільки це важко виміряти. Більшість досліджень, які приймають це підхід, надають учасникам блокатори та спостерігають, чи з'явиться стан «на кінчику язика», що викликає критику, оскільки неясно чи блокатори викликають стан «на кінчику язика» чи просто слугують підказками.
Гіпотеза, що блокатори діють більше як підказки для пригадування переважно засновується на ідеї фонологічної схожості між словом-блокатором та цільовим словом. Відповідно до Боуна та Харлі, «фонологічні сусіди (блокаторів) як правило діють як підтримка у лексичному пригадування, а не перешкода». Існує і протилежна гіпотеза, яка стверджує, що фонологічні блокатори заважають здатності пригадати цільове слово і викликають стан «на кінчику язика».

Однак, більшою підтримкою користується ідея, що блокатори діють не як праймери чи підсилювачі, а побічний ефект. У дослідженні Меткалфа та Корнелла, інкубаційний період допоміг учасникам пригадати однакову кількість слів у стані «на кінчику язика» як без блокаторів, так і з ними. Це дозволяє припустити, що блокатори не мають впливу на пригадування або на виникнення стану «на кінчику язика».

#### Гіпотеза неповної активації
Гіпотеза неповної активації стверджує, що стани на «на кінчику язика» виникають, коли цільове слово у пам'яті недостатньо активовано для пригадування, однак ті, хто пригадують, тим не менш відчувають його присутність. Доступність цільового слова змінюється в залежності від факторів, які збільшують рівень активації, таких як підказки. Рівень активації цільового слова може змінитися до рівня, достатньо високого для пригадування слова та припинення стану «на кінчику язика».

#### Модель недостатності передачі
Модель недостатності передачі заснована на багатокомпонентній теорії відтворення пам'яті, яка припускає, що семантична та фонологічна інформація зберігається в пам'яті та відтворюється окремо. Модель недостатності передачі постулює, що стан «на кінчику язика» виникає, коли відбулася активація семантичного компоненту пам'яті про цільове, однак ця активація не доходить до місця зберігання фонологічної інформації про цільове слово. Отже, стани «на кінчику язика» виникають внаслідок недостатньої передачі активації від місця зберігання семантичної інформації до місця зберігання фонологічної інформації.
Відповідно до когнітивних психологів Дебори М.Бурке з Коледжу Помони та Дональда Дж. МакКея з Каліфорнійського університету, цей феномен виникає внаслідок переважно трьох причин, які всі ґрунтуються на слабких нейронних зв'язках: перша — не часте використання слова, друга — слово не використовувалось останнім часом, третя — старіння.

### Погляд висновків
Погляд висновків на стан «на кінчику язика» стверджує, що цей стан виникає від підказок щодо цілі, які людина, що пригадує, може зібрати до купи. Тобто ця людина виводить своє знання цільового слова, а неминучість пригадування залежить від інформації про цільове слово, до якої вона має доступ у своїй пам'яті. Ці погляди відкидають думку, що присутність цільового слова у пам'яті має вплив на створення стану «на кінчику язика».

#### Теорія знайомства з підказками
Теорія знайомства з підказками припускає, що сильні почуття, спричинені впізнаванням знайомої підказки щодо цільового слова спричиняють феномен «на кінчику язика». Знайома підказка повинна створити стан «на кінчику язика», незалежно від того, чи знайоме саме цільове слово. Коли людина стикається з підказкою про цільове слово, оцінюється рівень впізнання, і якщо він сильний, то виникає стан «на кінчику язика». Дослідження показали, що повторювані підказки мають тенденцію створювати більше станів «на кінчику язика», ніж коли підказка одинична. Це може свідчити про те, що підказки дійсно мають вплив на виникнення цих станів.

#### Евристика доступності
Евристика доступності стверджує, що стани «на кінчику язика» спричиняються кількістю та силою інформації, яка отримується з пам'яті, коли цільове слово не отримане. При пошуку цільового слова, чим більше інформації отримано з пам'яті і чим більше вона вбачається пов'язаною з цільовим словом, тим більше ймовірність, що виникне стан «на кінчику язика».

## Феномен у мозку
Обсяг досліджень неврологічних механізмів феномену «на кінчику язика» досить невеликий. Були проведені дослідження з використанням магнітоенцефалографії та функціонального МРТ, пов'язаного зі станом «на кінчику язика».

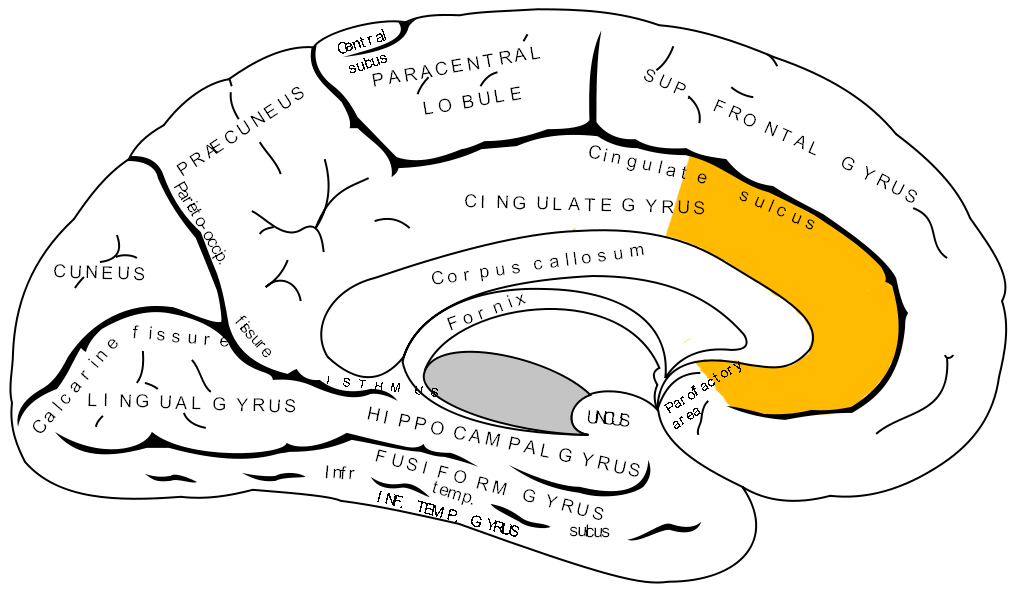
Передня частина поясної звивини кори головного мозку демонструє підвищену активність при станах «на кінчику язика»

Декілька ділянок мозку демонструють підвищену активність при станах «на кінчику язика», однак не багато відомо про функцію цих ділянок у цьому стані. Крім того, ділянки, які активуються, можуть різнитися в залежності від природи цільового слова. Наприклад, якщо цільове слово — це ім'я людини, то з високою ймовірністю буде активована зона облич веретеноподібної звивини під час обробки обличчя цієї людини. Такі проблеми ускладнюють визначення, які частини мозку людини задіяні саме у стані «на кінчику язика», а які — побічний продукт інших когнітивних функцій. Однак, можна зробити певні припущення щодо ролі цих структур на підставі теорій щодо їх функцій, сформованих за результатами інших, непов'язаних зі станом «на кінчику язика», досліджень цих структур. Висунута гіпотеза, що передня частина поясної звивини та права дорсолатеральна пре-фронтальна кора діють як електросхема для виявлення конфлікту, та можуть виконувати цю роль у виявленні конфлікту між відчуттям знання та нездатністю пригадати. Передня частина поясної звивини кори головного мозку також вважається відповідальною за емоції та може активуватись через емоційну реакцію на стан «на кінчику язика». Задня медіальна частина та обидві бічні частини тім'яної долі і лобова пре-фронтальна кора беруть участь у пригадуванні та оцінці, а отже можуть відігравати роль у метакогнітивному процесі, що є частиною феномену «на кінчику язика», наприклад оцінці власного знання та ймовірності пригадування.

## Фактори впливу

### Вплив двомовності
Кількість станів «на кінчику язика» суттєво відрізняється у тих, хто володіє лише однією мовою, і у двомовних. Двомовні люди повідомляють про таку саму кількість станів «на кінчику язика» для назв та імен, але значно більшу для інших (звичайних) слів. Зокрема, при коригуванні на ступінь використання домінуючої та менш домінуючої мови, двомовні мають більше станів «на кінчик язика» для менш домінуючої мови. У завданні, коли слід було назвати зображене на малюнку, двомовні були більш повільні за одномовних, навіть коли вони могли використовувати свою першу та домінуючу мову. Одним з можливих пояснень є те, що двомовні використовують кожне слово рідше ніж одномовні.
Двомовні мають також майже вдвічі більше словниковий запас та додаткові когнітивні механізми для активації та деактивації мов. Такі механізми мають наслідком додаткові складнощі в обробці, яких не має у одномовних. Крім того, навіть якщо завдання здається одномовним, система двомовності все одно «не вимикається».

### Вплив речовин

#### Лоразепам
Лоразепам — це тип бензодіазепінів, психоактивна речовина, що використовується для короткострокового лікування таких хвороб і станів як тривога, безсоння, сильні епілептичні припадки, включно з заспокоєнням госпіталізованих пацієнтів та примусовим заспокоєнням агресивних пацієнтів. Було проведено дослідження з метою вивчення впливу лоразепаму на стан «на кінчику язика» при відповіді на питання з загальної ерудиції. У завданні на пригадування, учасники, що отримали лоразепам, дали таку саму кількість повних пригадувань як і ті, хто лоразепам не отримав. Однак, ті, хто вжив лоразепам, надавали значно більше неправильних реакцій в стані «на кінчику язика». LЛоразепам може пригнічувати відтворення правильної відповіді. Учасники під впливом лоразепаму не мали суб'єктивного відчуття, що вони є в стані «на кінчику язика» (тобто, відчуття того, що вони ось-ось пригадають слово). Ці учасники відчули суб'єктивне відчуття стану «на кінчику язика» лише після того, як їм сказали, що їх відповідь була неправильна. В результаті, здається такі учасники не свідомі того, що їх відповідь неправильна та відчувають субєктивне відчуття стану «на кінчику язика» лише тоді, коли їм кажуть, що відповідь неправильна. Лоразепам може створювати умови, коли альтернативні відповіді легше пригадуються. Більше того, лоразепам пригнічує емоції, що може бути поясненням чому учасники, що вжили ці ліки, не мали суб'єктивного відчуття, що вони є в стані «на кінчику язика», що дозволило їм пригадати альтернативні відповіді. Ці результати припускають, що лоразепам не збільшує частоту станів «на кінчику язика», але пригнічує пошук правильної відповіді та суб'єктивне відчуття стану «на кінчику язика», приводячи таким чином учасників до надання неправильних відповідей без розуміння цього.

#### Кофеїн
Кофеїн може мати багато видів впливу на рівні клітини, однак в першу чергу він відомий своїм ефектом підвищення уваги у людей. Було проведено дослідження, яку включало фонологічну підготовку та стани «на кінчику язика», у якому учасники приймали або 200 мг кофеїну, або плацебо. Учасники відповідали на 100 запитань на загальну ерудицію, кожне лише з однією правильною відповіддю. Для кожного запитання, учасники читали 10 «підготовчих» слів, які демонструвалися на моніторі протягом короткого проміжку часу. Кожен список з 10 слів містив від 2 до 8 слів, які були фонологічно пов'язані з відповіддю, а решта — ні. Учасники, які прийняли кофеїн мали менше станів «на кінчику язика» ніж ті, хто прийняв плацебо, що вказувало на краще пригадування. Однак, при непов'язаних умовах, група, що прийняла кофеїн, була гірше ніж та, що прийняла плацебо, у пригадуванні слів. Результати свідчать, що така доза кофеїну (екв. двох чашок кави) може тимчасово погіршити в людини короткострокове пригадування певних слів. Більш того, загальний позитивний вплив кофеїну на увагу може бути заперечений.

### Вплив віку
Вік вважається важливим фактором для станів «на кінчику язика», оскільки є свідчення, що вплив таких станів зростає з віком — у дорослих він більший ніж у молоді, і ще більший — у людей старшого віку. У порівнянні з молодими дорослими, більш старші дорослі відмічають більшу кількість станів «на кінчику язика», менше альтернативних слів та менше фонологічної інформації про цільове слово. Дослідження станів «на кінчику язика» у зв'язку з віком фокусувалися на неврологічних відмінностях мозку. Сучасні дослідження використовують методи нейровізуалізації для оцінки різної динаміки мозку, коли стан «на кінчику язика» відчуває молода або більш старша людина. Вони показали, що старші і молодші люди використовують схожі мережі регіонів мозку під час станів «на кінчику язика», таких як префронтальна кора, ліва інсула та сенсомоторна кора. Однак, старші люди показують різницю в активності в деяких регіонах у порівнянні з молодшими людьми. Стани «на кінчику язика» зростають з втратою з віком сірої речовини у лівій інсулі. Крім того, у цій частині мозку з віком знижується і активність. Більш того, при стані «на кінчику язика» у більш старших людей фіксується надмірна активність у префронтальній корі. Це може свідчити про продовження пошуку, коли пошук слова не вдався і виник стан «на кінчику язика». Більш точно, більша активація в сенсомоторній корі у старших людей і менша — у молодших може вказувати на відмінності у знанні, яке використовується для пошуку і відтворення цільової інформації. Праймінг слів протягом тестів на пошук слова, який, як правило, знижує частоту станів «на кінчику язика» та покращує відтворення цільового слова, має більший ефект у старших людей. Це відповідає моделі поширення активації, коли нейронні зв'язки стають більш сильними при більш частому використанні . І хоча старші люди відчувають стани «на кінчику язика» частіше, ніж інші категорії, нещодавні дослідження показують часті стани «на кінчику язика» зовсім не пов'язані з деменцією, яка поширена у старих людей. Незважаючи на зв'язок старшого віку з нижчими рівнями епізодичної пам'яті та частішими станами «на кінчику язика», ці два феномени вбачаються в цілому не пов'язаними один з одним.

### Вплив емоцій
Згідно багатьох досліджень, емоція має вплив на багато параметрів пам'яті, наприклад обсяг пригаданого спогаду чи приписування ностальгії. Оскільки люди часто надають емоційного забарвлення станам «на кінчику язика», дослідження впливу емоцій тут фокусується на тому, як вони впливають на цей стан та на інформацію, яку намагаються пригадати. Була запропонована теорія, що для більшості людей стан «на кінчику язика» пов'язаний з негативними емоціями. Також було показано, що відчуття емоції пов'язано з успіхом розв'язання стану «на кінчику язика» пізніше: при станах, за яких відчували емоцію, більша ймовірність пригадати слово, ніж при станах без емоції. Зв'язок емоції та стану на «кінчику язика» пов'язаний з теорією метакогнітивності, зазначеною вище. Згідно з цією теорією, стани «на кінчику язика» інформують когнітивну систему людини, що інформація, яку вона намагається пригадати, є доступною. Отже, емоція може відігравати роль у настанні стану «на кінчику язика». Деякі дослідження показали, що питання, які продукують емоційне збудження, створюють більше станів «на кінчику язика», ніж емоційно нейтральні питання. Крім того, емоційне збудження може продовжуватись і на наступні запитання або пригадувану інформацію, навіть якщо вони самі не ведуть до емоційного збудження. Нейровізуалізація також показала активацію у деяких регіонах мозку, що асоціюються з емоціями, зокрема у передній частини поясної звивини кори головного мозку.

### Вплив розладів

#### Амнестична афазія
Амнестична афазія — це нездатність пригадувати слова та назви та є частим симптомом у пацієнтів з афазією та хворобою Альцгеймера (AD). Були проведені дослідження з метою визначити, як ці хвороби впливають на стани «на кінчику язика» у хворих. У дослідженні Бісона, Холланда та Мюррея (1997), учасників з хворобою Альцгеймера та трьома класичними синдромами афазії (афазія Брока, амнестична та динамічна афазії) проінструктували називати імена відомих людей, яких їм демонстрували. Учасники з амнестичною афазією краще від інших учасників експерименту впорались із завданням. Цей результат був дещо очікуваним, оскільки у групі була досить м'яка форма афазії. Однак, учасники з хворобою Альцгеймера та афазією Брока не відрізнялись у пригадуванні відомих людей у варіантах з негайним або притриманим називанням. Всі групи показали базову ідентифікуючу семантичну інформацію для принаймні половини показаних відомих людей, що вказує на досить значну кількість потенційних станів «на кінчику язика». Групи з афазією Брока та динамічною афазією найбільш сильно вказали на наявність у них станів «на кінчику язика», оскільки краще за інші групи правильно ідентифікували перші літери імен відомих людей.

#### Дислексія
Дислексія (хиба в читанні, коли людина нездатна читати та інтерпретувати слова, літери та символи) також має вплив на частоту станів «на кінчику язика». В одному з досліджень, діти з дислексією мали більше станів "на кінчику язика, ніж діти, які читають нормально, а також продемонстрували «більше помилок в фонологічній […] стадії пригадування слова.» Однак, діти з дислексією все одно могли пригадати семантичне значення кожного слова, яке спричиняло стан «на кінчику язика».

### Вплив праймінгу
Дослідження та практика праймінгу використовують тести з одним словом для оцінки присутності стану «на кінчику язика». Для праймінгу (націлювання) на цільове слово вказується перша літера цього слова, яка також є першою літерою слова, що звучить дуже схоже. Докази, які отримано від корисності праймінгу та його використання для зменшення стану «на кінчику язика» в тому, що більшість інформації, через яку виникає цей стан, має низку частоту, тобто її не використовували або пригадували значний час. Нещодавність інформації може впливати на процес її пригадування. Достатньо показати праймінг лише раз для початку процесу виходу зі стану «на кінчику язика». Докази дієвості праймінгу були знайдені в тому, що після того, як людині надавали першу літеру, яке вони намагалися пригадати, вони з більшою ймовірністю долали стан «на кінчику язика». Коли ж праймінговим було пов'язане слово, а не перша літера, виникав цікавий ефект: коли таке слово мало схожу фонологію з цільовим словом, спостерігалось зростання частоти станів «на кінчику язика» та частоти правильного пригадування цільового слова при виході з них. Неправильні слова, які мають спільні фонологічні риси з цільовим словом, приходять на ум довільно. Отже, фонологічна схожість може як зменшувати, так і збільшувати стани «на кінчику язика». Однак, цю проблему можливо виправити, якщо змінити синтаксичний клас слова-праймінгу. Слова-праймінги того самого синтаксичного класу, що і цільове слово, не дають різниці у виході зі станів «на кінчику язика», — він був однаковий для слів-праймінгів того самого синтаксичного класу та непов'язаних слів-праймінгів. Якщо слово-праймінг перелічується разом з іншими неповязаними словами-праймінгами, тоді важлива його позиція в переліку. Цим раніше в переліку воно стоїть, тим менша ймовірність, що воно допоможе вийти зі стану «на кінчику язика».

### Вплив жестів
На сьогодні невідомо, чи допомагають жести у пошуку слова при стані «на кінчику язика», тому, що в рамках проведених експериментів не ясно, чи використовують учасники жести як звичайну форму спілкування, супровідну до мови, чи вони використовують жести з метою допомогли собі подолати стан «на кінчику язика» і пригадати цільове слово.